# 嫦娥3号

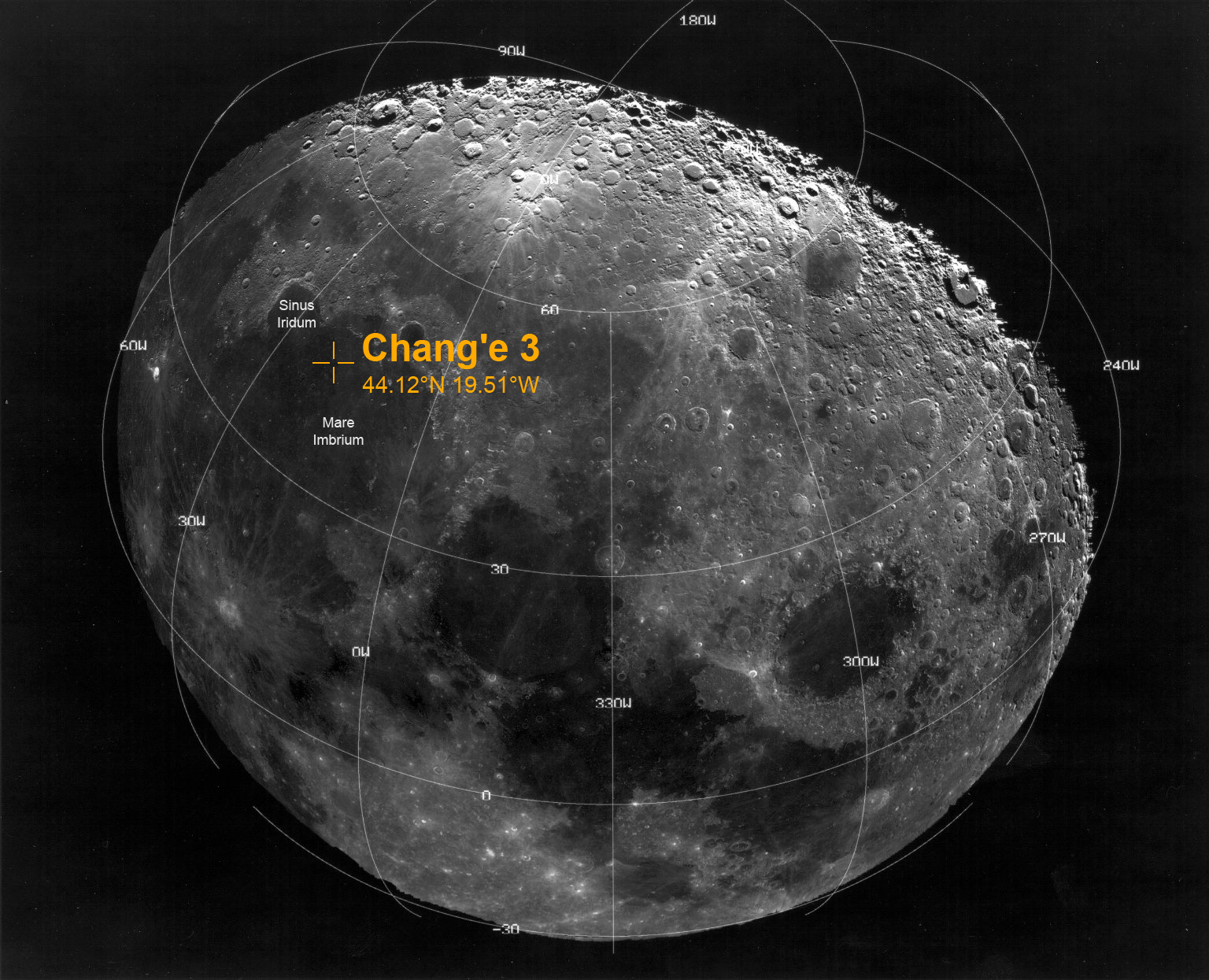
嫦娥3号の着陸地点。虹の入江への着陸が予定されていたが、実際の着陸はやや東にずれた雨の海に行われた。

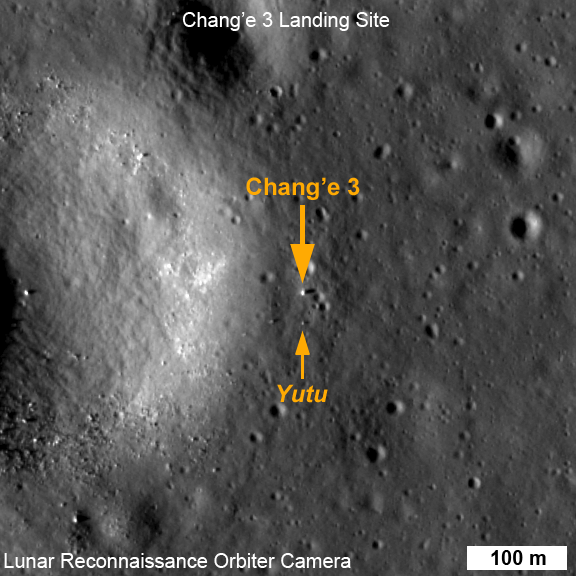
NASAのLROが撮影した着陸地点。太い矢印がランダー、細い矢印がローバー。

嫦娥3号（じょうが3ごう、英語: Chang'e 3）は、中国の月探査計画嫦娥計画に基づく月探査機。ランダーと月面ローバーからなる探査機であり、2013年12月2日1時30分 (CST) に打ち上げに成功、12月14日21時11分 (CST) に月面への軟着陸に成功した。中国の月探査において初めて月面軟着陸を達成した探査機であり、この着陸は1976年のソ連のルナ24号ミッション以来となる37年ぶりのものであった。嫦娥3号の成功により、中国は旧ソ連、アメリカに続き、月面軟着陸を成功させた3カ国目の国となった。

## ランダー
ランダーは月の赤道付近にある虹の入江地域に着陸するよう計画された。重量は約1,200kgで、着陸後は3ヶ月間にわたって科学観測を行う予定。
14日間も続く月の夜の期間も活動できるように、プルトニウム238の崩壊熱を利用する放射性同位体熱電気転換器 (RTG) を電力源として搭載している。米露以外に宇宙機でRTGを使用するのは中国が初めてとなる。
ランダーは7種類の装置を搭載し、その1つである天体望遠鏡(月面紫外線望遠鏡LUT(Lunar Ultraviolet Telescope))では世界初となる月面からの天体観測を実施。2015年1月、そのLUTで撮影したM101渦巻銀河の写真が公開された。
ランダーは2014年12月14日で月面着陸から1周年を迎えたが、まだ運用は続けられている。夜間はスリープモードに投入され、日照状態になればスリープモードを解除して活動を再開している。

## 月面ローバー
約120kgの重量の月面ローバー（月面車）「玉兎号」（ぎょくとごう）は6つの車輪によって移動し、総行動範囲は3平方キロメートル程度。ローバーの底に取り付けられたレーダー装置により、月の内部の構造変化を移動しながら観測できる。月面の土壌分析なども行い、活動期間は約90日。太陽電池を電力源に活動するため、夜間は活動を休むことになる。ローバーの大きさは長さ約1.5m幅約1m（パネル収納時）。
2010年4月、中国月探査計画総指揮者と総設計者である叶培建は、嫦娥3号の月面ローバーについて、開発・製造がすでに完了したことを述べた。
2013年5月、熱真空試験が行われ、着陸船とローバーの写真も公開された。
着陸翌日の12月15日に「玉兎号」は月面に降ろされ、活動を開始した。
その後、2014年1月下旬に、玉兎号の制御に異常が出ていることが発表された。
2014年2月13日、中国の報道官は玉兎号が地球からの電波を受信できる状態になったが、まだ完全に復旧していないことを発表した。月の「夜」の間は活動できないため、活動は中断する。着陸から3度目の「朝」を迎えた3月14日に活動を再開したが、制御回路の障害については依然として解決しておらず、設計寿命の3ヶ月を超過したため、探査活動がいつまで続けられるかは不透明な状況となった。2014年6月の時点で、玉兎号は車輪が動かないなど不完全な状態ながら月の「昼」の期間の活動自体は設計寿命を超えて継続しており、関係者は通信が途絶するまで運用すると表明した。
2014年7月の時点で、上海航天技術研究院研究員の張玉花は「玉兎号はスリープ状態から目を覚ましたが、故障は直っていない」と述べ、設計寿命を超過しているため「故障修復は非常に困難だが、科学者は設計上の寿命を終えた玉兎号が、より多くの科学探査データを収集することに期待している」とコメントしている。
結局、これ以降玉兎号は観測・通信機器は稼働しても自走は不可能となった。2015年10月には月面で最も長く稼働したローバーになったとされる。2016年8月、中国国家国防科技工業局は玉兎号が稼働を停止したと発表した。

## 経過概要
| 2013年12月02日01時30分 (CST) | - | ロケット長征3Bにより打上げ。19分後にロケットを切離し、月への遷移軌道に入る。                                                     |
| 2013年12月06日17時53分 (CST) | - | 月周回軌道入り。 |
| 2013年12月14日21時11分 (CST) | - | 月面に軟着陸。予定していた虹の入江ではなく、やや東にずれた雨の海北西部に着陸した。                                               |
| 2013年12月15日04時35分 (CST) | - | 玉兎号を発車。 |
| 2014年01月15日               | - | 玉兎号のモーターユニットが故障、走行不能状態となった。ただし、移動不能になったのみで通信およびデータ送信機能は後に回復している。 |
| 2016年08月03日               | - | 玉兎号が稼働を停止。稼働時間は設計寿命から19か月を超え、972日間に及んだ。嫦娥3号側の観測は継続。                                 |